# 4471 Graculus
4471 Graculus este un asteroid din centura principală, descoperit pe 8 noiembrie 1978 de Paul Wild.